# Gubernia Tambov
Gubernia Tambov (în rusă Тамбовская губерния) a fost o unitate administrativă a Imperiului Rus, Republicii Ruse și mai târziu a RSFS Ruse, cu centrul în orașul Tambov. Gubernia era situată între 51°14' și 55°6' latitudine nordică și între 38°9' și 43°38' longitudine estică. Ea se învecina la nord cu guberniile Vladimir și Nijni Novgorod, la est cu guberniile Penza și Saratov, la sud și vest cu gubernia Voronej, la vest cu guberniile Oriol, Tula și Reazan.

## Istoric
Regiunea aflată în partea de nord a guberniei a fost locuită de ruși încă din primele secole ale existenței Principatului Moscovei, dar până la sfârșitul secolului al XVII-lea terenurile fertile din partea de sud au rămas prea nesigure pentru coloniști. În secolul următor câțiva imigranți au început să vină din stepă, iar proprietarii de terenuri care au primit domenii întinse de teren de la țari au început să-și aducă iobagii lor din Rusia centrală.
Gubernia a fost înființată în 1796, atunci când a fost reorganizat Viceregatul Tambov (namestnicestvo), care fusese instituit în 1779. Granițele au rămas neschimbate până în 1926, când jumătatea de nord a guberniei a fost împărțit între alte două gubernii din Penza și Reazan. Ca urmare a reformei administrative din 1928 Gubernia Tambov a fost împărțită în trei okruguri: Okrugul Tambov, Okrugul Kozlov și Okrugul Borisoglebsk. În 1937 o parte substanțială a guberniei a fost transformată în regiunea Tambov, iar cealaltă a intrat în componența regiunii Voronej. În perioada răscoalei din Tambov din 1920-1922 o parte a guberniei a devenit o regiune separatistă, Republica Tambov, avându-l ca șef de stat pe Șendiapin. Mai târziu, republica a fost copleșită de forțele Armatei Roșii (vezi articolul principal: Răscoala din Tambov).
În anii 1920, etnologul Piotr Petrovici Ivanov a realizat ample săpături arheologice, descoperind mărturii ale culturii mordvinilor care au locuit în această zonă în primul mileniu după Hristos.

## Diviziuni administrative
Gubernia a fost împărțită în douăsprezece uezduri. În 1864, când a fost adoptată Legea Zemstvei, uezdurile și guberniile au obținut un anumit grad de autoguvernare, fiind administrate de zemstve (consilii locale).
- Borisoglebsk
- Kirsanov
- Kozlov
- Lebedian
- Lipețk
- Morșansk
- Șațk
- Spassk
- Tambov
- Temnikov
- Usman
- Ielatma

Orașele mari, de peste 10.000 de locuitori, erau Tambov, Kozlov, Morșansk, Lipețk (azi în regiunea Lipețk) și Borisoglebsk (azi în regiunea Voronej).

## Demografie
Populația guberniei era formată în mare parte (peste 90%) din etnici ruși, existând în anumite zone și etnici mordvini, meșcera (un subgrup etnic rus pe cale de dispariție) și tătari de pe Volga care locuiau în părțile de nord și nord-vest. În 1825 subotnicii ruși au fost expulzați de autorități din gubernie, fiind etichetați ca evrei.
Începând din secolul al XVIII-lea și până în 1858 guvernul rus a efectuat mai multe recensăminte ale populației dintre care aproximativ 10 au fost documentate.
Potrivit recensământului Imperiului Rus din 1897, populația guberniei reprezenta 2,1% din întreaga populație a Imperiului Rus, fiind formată din 2.684.030 de persoane din care 1.301.723 (48.5%) erau bărbați și 1.382.307 (51.5%) erau femei.
Populația estimată în anul 1906 era de 3.205.200 locuitori.

### Compoziție etnică
Lista de mai jos se bazează pe recensământul Imperiului Rus din 1897 conținând grupurile etnice care numărau cel puțin 1000 de persoane.
- Ruși 2.562.677 (95.5%)
- Mordvini 89.704 (3.3%)
- Tătari 16.976 (0.6%)
- Ucraineni 5.884 (0.2%)
- Belaruși 2.406 (0.1%)
- Evrei 2.046 (0.1%)
- Polonezi 1.836 (0.1%)
- Germani 1.244 (>0.1%)
- alții 1.257 (>0.1%)

Aproape jumătate din populația uezdului Spassk erau mordvini care constituia cea mai mare concentrare de oameni ce se diferenția de etnicii ruși.

### Religie
Aproape toți locuitorii erau credincioși ortodocși ruși (peste 95%) cu un număr nesemnificativ de musulmani și de molokani.

## Geografie
Tambov a fost una dintre cele mai mari și cele mai fertile gubernii din Rusia centrală, întinzându-se de la nord la sud, între bazinele râurilor Oka și Don, și învecinându-se cu guberniile Vladimir și Nijni Novgorod la nord, Penza și Saratov la est, Voronej la sud, și Orel, Tula și Reazan la vest. Ea avea o suprafață de 66.570 km2 și consta dintr-o câmpie ondulată intersectată de ravene adânci și văi largi, cu altitudini ce variau de la 450 la 800 de metri deasupra nivelului mării. Depozitele geologice din cretacic și jurasic, acoperite cu un strat gros de argilă și loess, au fost larg răspândite pe suprafața sa, ascunzând straturile geologice din Devonian și Carbonifer. Aceste ultime straturi au fost observate în văile cele mai adânci, unde s-au găsit straturi de cărbune în mai multe locuri. Au fost descoperite minereuri de fier (în partea de nord-vest), calcar, lut și gips, precum și urme de petrol. Apele minerale din Lipețk, similare cu cele de la Franzensbad din punct de vedere al elementelor alcaline, și apele feruginoase similare cu cele din Pyrmont și Spa, sunt bine cunoscute în Rusia. Oka atinge colțul de nord-vest al regiunii, dar afluenții săi, Moksha și Țna, sunt importante canale de trafic. Donul atinge pur și simplu teritoriul guberniei, iar niciunul dintre afluenții săi cu excepția râurilor Voronej, Hoper și Vorona, un afluent al lui Hoper, nu este navigabil. El este canalizat doar în partea de nord; în partea de sud, care este expusă vânturilor uscate dinspre sud-est vânturile, se simte mai mult o umiditate, mai ales în districtul Borisoglebsk. Clima este de tip continental, și, deși temperatura medie la Tambov este de 5,5° C, iarna este relativ rece (ianuarie -10°; iulie 20°). Râurile rămân înghețate timp de patru luni și jumătate. Solul este fertil de-a lungul; în partea de nord este argilos și, uneori, nisipos, dar solul din restul guberniei era acoperit cu un strat gros de 0,6-0,9 m de pământ negru.